# Diamantina Fracture Zone
Die Diamantina Fracture Zone (wörtlich übersetzt Diamantina-Bruchzone) ist eine bis 7100 m tiefe Schichtstufe im Südostindischen Becken des Indischen Ozeans. Fälschlich wird sie manchmal als Diamantinagraben (englisch Diamantina trench) bezeichnet.

## Geographie

Karte des Indischen Ozeans mit Diamantina Fracture Zone laut GEBCO in rot, links davon das Diamantina Escarpment

Bathymetrie der Diamantina Fracture Zone, oben rechts Australien, unten in schwarz der Südostindische Rücken

Laut General Bathymetric Chart of the Oceans (GEBCO) beginnt die eigentliche, etwa 550 km lange Diamantina Fracture Zone im Westen (33° 57′ S, 101° 27′ O) am südöstlichen Ende der Broken Ridge und erstreckt sich im Osten (36° 12′ S, 106° 38′ O) bis südlich des Perth-Beckens bis zur Südkante des Naturaliste Plateau. Nördlich davon liegt das östliche Ende (32° 40′ S, 102° 30′ O) des Diamantina Escarpment, dessen westliches Ende (31° 0′ S, 90° 0′ O) am Neunzig-Grad-Ost-Rücken liegt. Der meistens 10°, teilweise aber 35° steile Hang des Escarpments fällt über 5100 m von der südlich des Wharton-Beckens gelegenen Broken Ridge (634 m) nach Süden zum Boden des Diamantinagrabens ab (5800 m), der geomorphologisch wegen seines flachen Bodens als Trogtal zu bezeichnen ist. Teilweise werden auch östliche Ausläufer südlich von Australien zur Diamantina Fracture Zone hinzugezählt (laut GEBCO Diamantina (East) Zone, 37° 30′ S, 128° 0′ O), wodurch sie ins australische Meeresschutzgebiet South-west Corner Marine Park hineinreicht. Die Gesamtstruktur ist je nach Autor zwischen 160 und 180 km breit und 2500, 2600 oder 3400 km lang.
Die Diamantina Fracture Zone befindet sich an dem Ort, an dem die Ausbreitung des heute über 1000 km südlich befindlichen Südostindischen Rückens begann, der die Antarktische Platte und die Australische Platte trennt. Das Alter wird auf 43,8 bis 108 Jahrmillionen geschätzt. Das Gebiet hat eine sehr unebene Topographie mit sehr starkem Relief, das aus mehreren, hunderte Kilometer langen Tiefseerücken und -rinnen mit tiefen Verwerfungen und mehreren vermutlich erloschenen Vulkanen besteht. Die Hadal-Zone unterhalb von 6500 m ist etwa 2430 km² groß.
Es handelt sich nicht um eine Bruchzone im Sinne der Plattentektonik, sondern um eine Schichtstufe zwischen zwei ozeanischen Plateaus. Die Zone ist wohl bei der Ozeanbodenspreizung bzw. Krustenverdünnung bei der Trennung zwischen Australien und der Antarktis entstanden. In den 1960er Jahren war man teilweise noch von einer Theorie der Blattverschiebung ausgegangen.

## Forschungsgeschichte

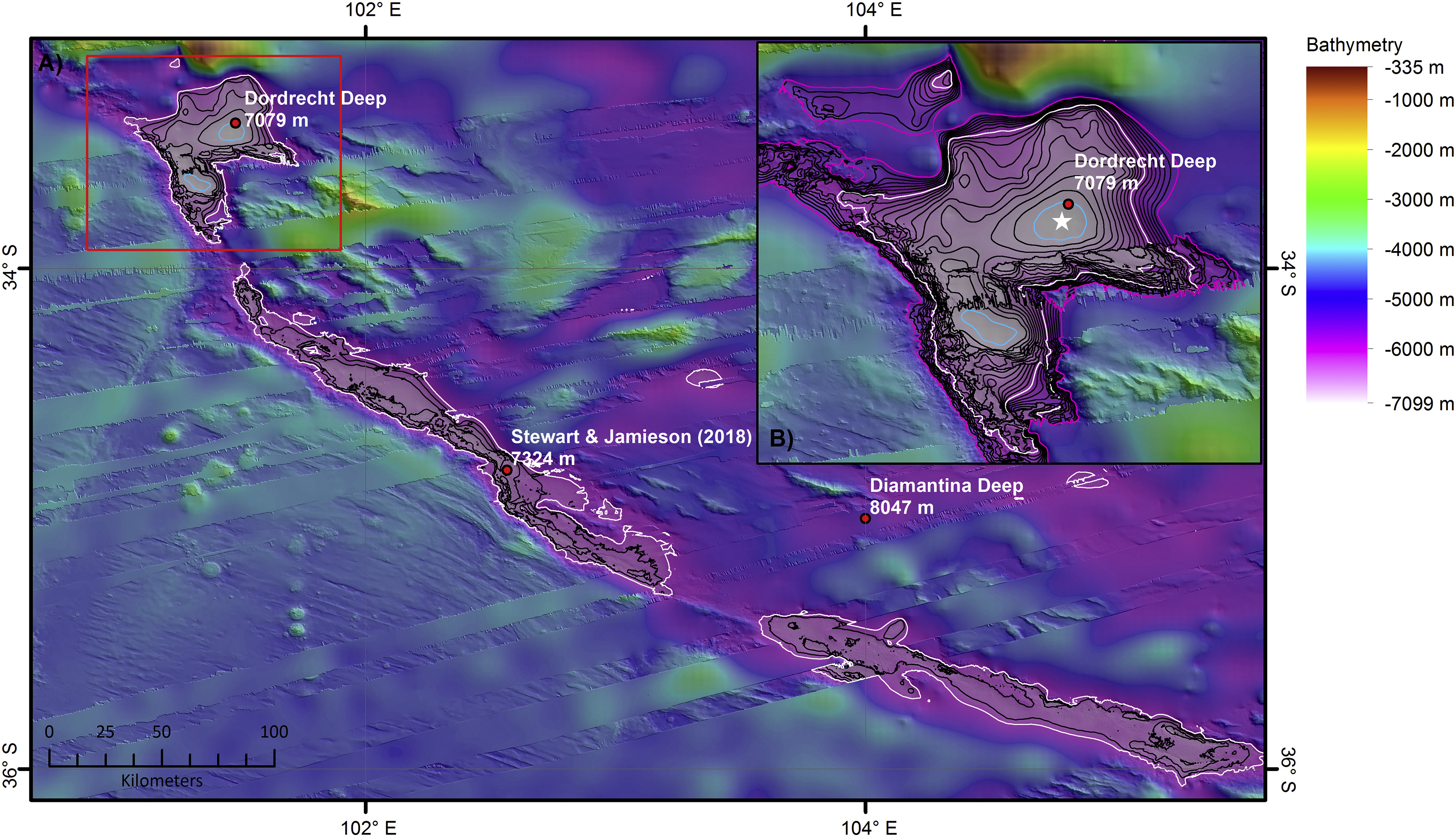
Berechnungen von 2019, welche die vermutete Lage des Diamantinatiefs und die tatsächlich tiefste Stelle im Dordrechttief zeigen

Die Diamantina-Zone wurde vom Dreimaster Vema und dem Forschungsschiff Argo im Jahr 1960 entdeckt, kurz darauf untersuchte das australische Marineschiff Diamantina die Region, von der sie ihren Namen erhielt. Es identifizierte das Diamantinatief (35° 0′ S, 104° 0′ O) mit einer Wassertiefe von 8047 m. Diese Angabe wurde als tiefster Punkt des Indischen Ozeans im GEBCO Undersea Feature Names Gazetteer verzeichnet und in Fachliteratur genannt. 2004 wurden vom Forschungsschiff und Eisbrecher Nathaniel B. Palmer aktuellere Daten erhoben, auch auf der Suche nach dem 2014 verschwundenen Malaysia-Airlines-Flug 370 wurden Teile der Zone vermessen. 2018 wurde die tiefste Stelle der Zone anhand mehrerer bathymetrischer Datensätze neu berechnet und mit 7099 m angegeben (34° 48′ S, 102° 34′ O).
Im Jahr 2019 untersuchte eine Expedition von Victor Vescovo, die mit dem Tauchboot Limiting Factor die tiefsten Punkte aller Ozeane erreichen wollte, das Gebiet mit einem Lander und einem Fächerecholot. Bei der Kartierung wurde eine maximale Tiefe der Diamantina Fracture Zone von 7019 m ± 17 m im Dordrechttief festgestellt (33° 38′ S, 101° 21′ O). Auf Basis des GEBCO_2014 global bathymetry dataset und der Global Multi-Resolution Topography Synthesis berechneten Stewart und Jamieson die Tiefe des Dordrechttiefs auf 7090 bis 7100 m, der Ort musste gegenüber der Berechnung von 2018 jedoch korrigiert werden, im Vergleich zur Lotung 2019 lag er in einem zweiten, nördlich gelegenen Teil des Dordrechttiefs (33° 25′ S, 101° 29′ O). An der im Jahr 1960 identifizierten Stelle des Diamantinatiefs beträgt die Wassertiefe nur 5300 m. Seitdem gilt das Dordrechttief als tiefste Stelle der Diamantina Fracture Zone, und der Javagraben mit 7290 m als tiefste Stelle des Indischen Ozeans.

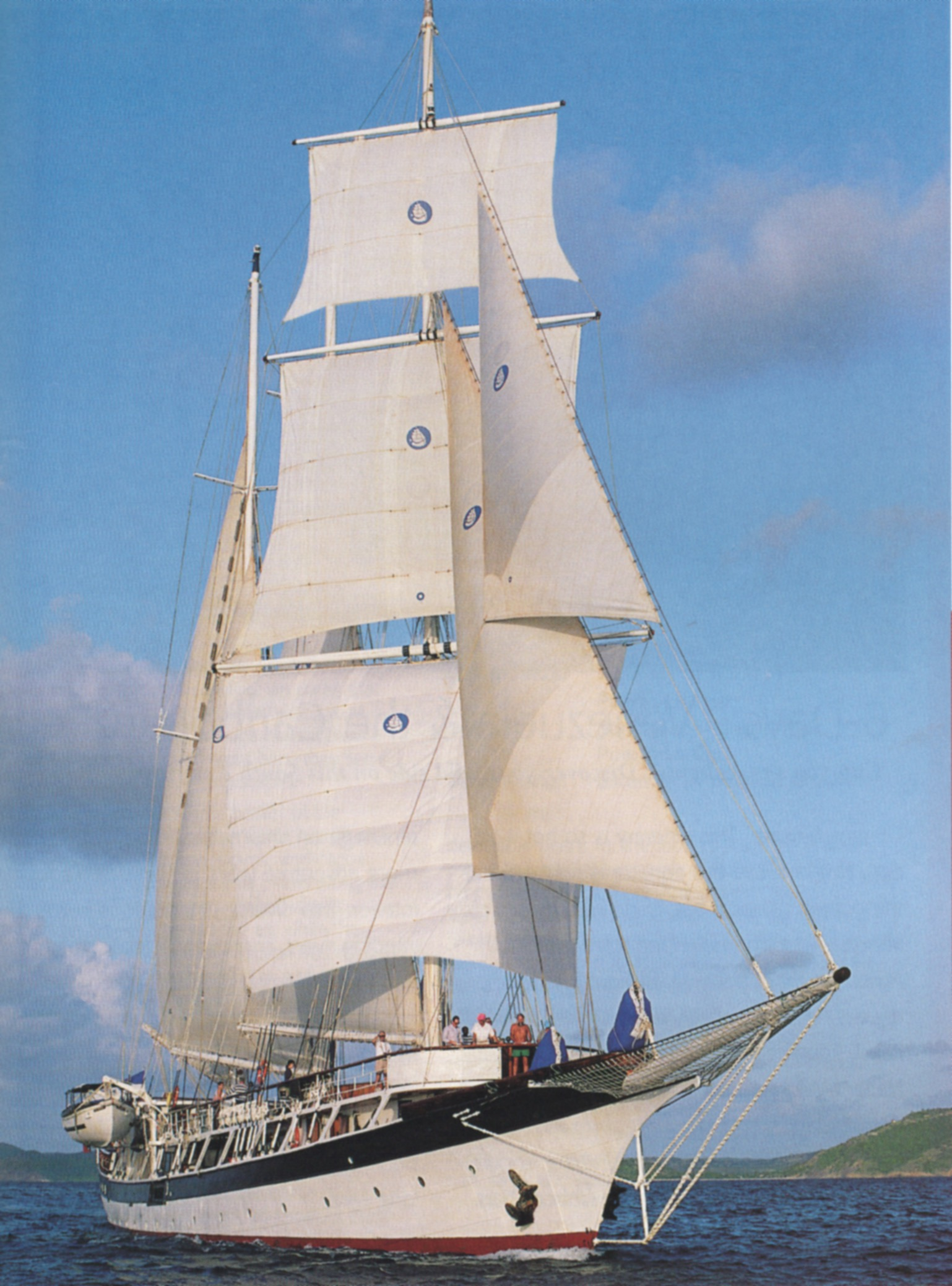
RV Vema
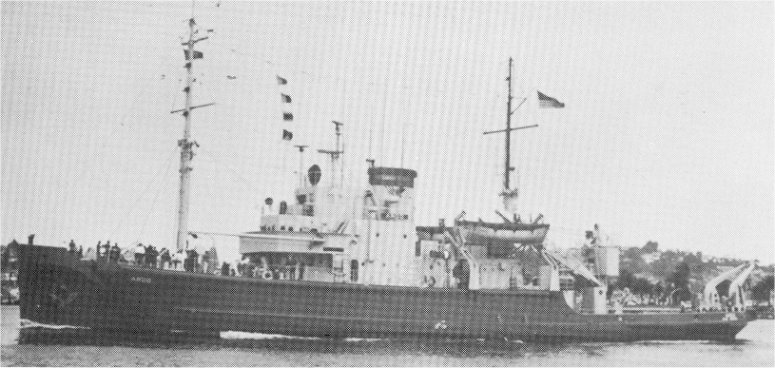
RV Argo
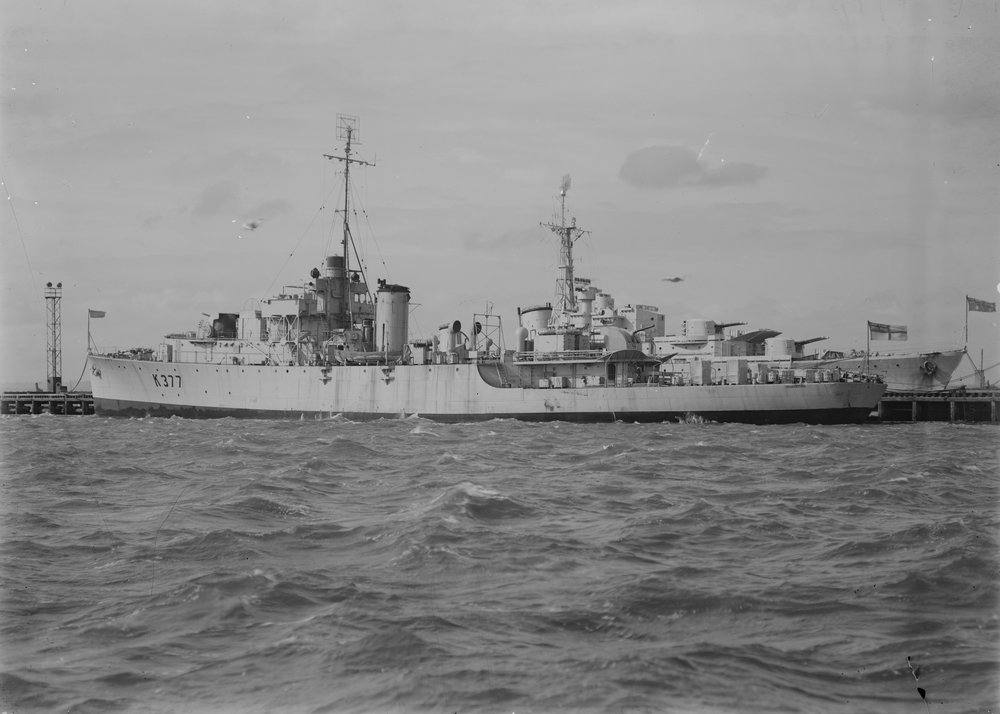
HMAS Diamantina
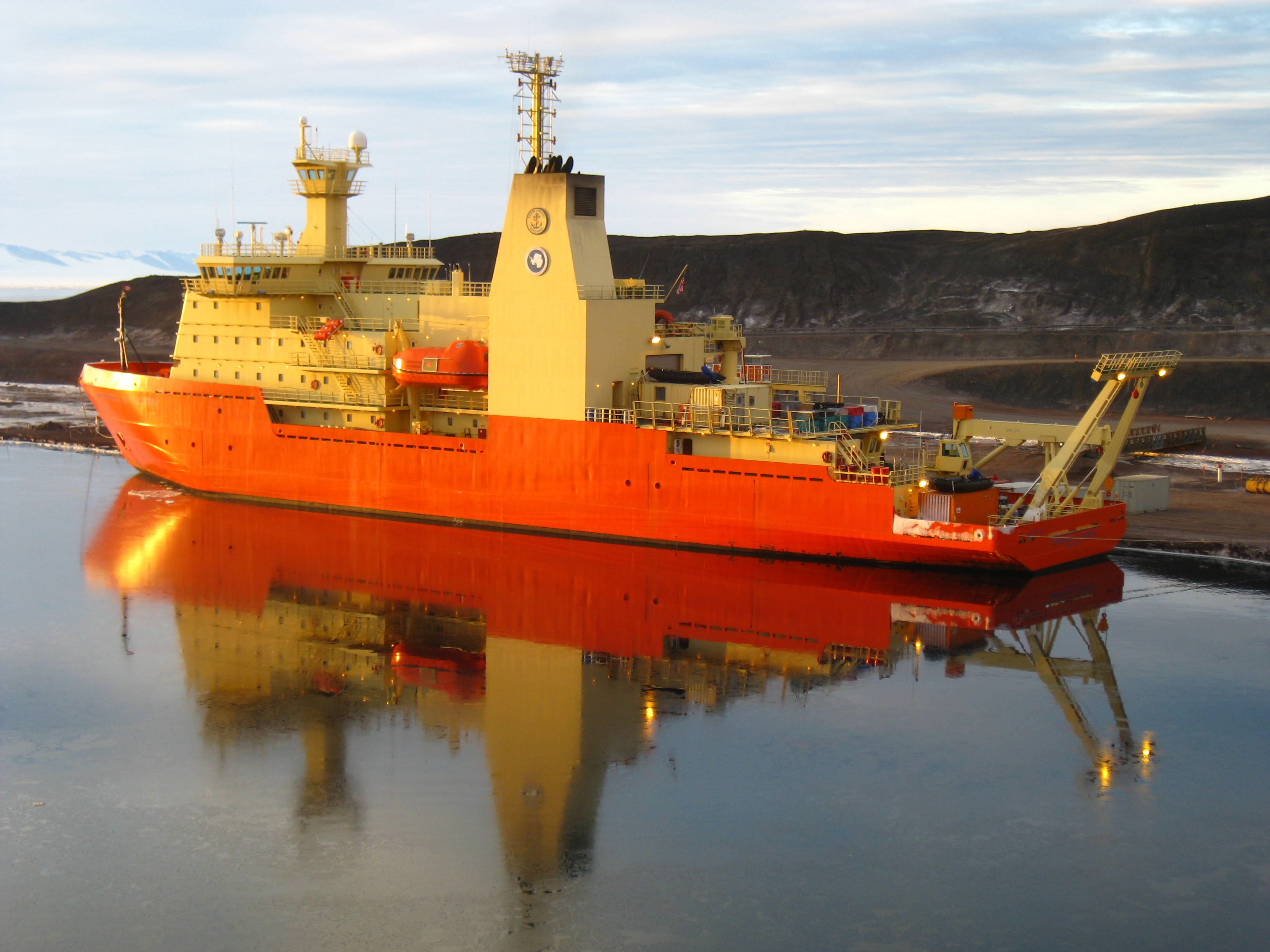
Forschungsschiff Nathaniel B. Palmer
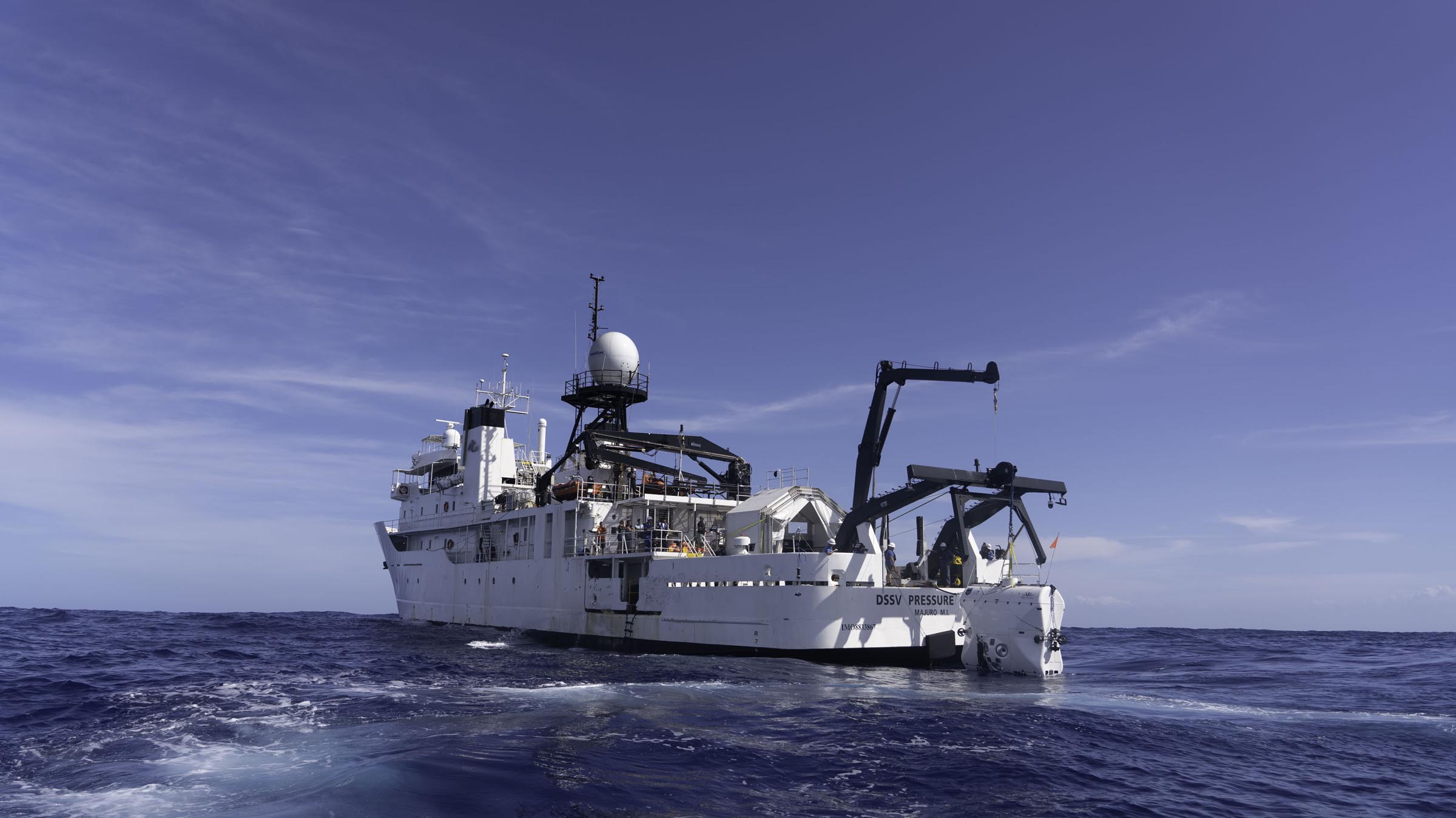
Pressure Drop mit Tauchboot Limiting Factor